# Neotrypaea californiensis
Neotrypaea californiensis is een tienpotigensoort uit de familie van de Callianassidae. De wetenschappelijke naam van de soort is voor het eerst geldig gepubliceerd in 1854 door Dana.